# √W. P. B.
Otros
√W.P.B (ルート・ダブリュ・ピー・ビー Rūto daburyu pī bī?), es un manga japonés creado por Shungiku Nakamura.

## Descripción
Shugiku Nakamura es comúnmente conocida por hacer obras BL, este es su primer manga Shonen. Publicado en "Monthly G fantasy"（de la empresa Square Enix) en el 2003.
Se sacaron nuevas ediciones de los volúmenes el 2015 por medio de Kadokawa Shoten.

## Argumento
Un día, mientras Suzuri caminaba más allá de un río, de repente se encontró con un enorme melocotón flotando. Debido al hecho de que no ha comido desde que empezó su viaje, decidió simplemente comerlo al pensar que se lo envió un dios. Sin embargo, al dar el primer bocado, un chico sale fuera del melocotón. 
¿Qué tipo de peligro podría encontrarse en su viaje? Y ¡¿Qué oscuro secreto tiene Momotaro?!

## Personajes
- Suzuri (すずり Suzuri?)

La heroína. Fue de viaje al pueblo que fue atacado y se encontró con Momotaro.
- Momotaro (ももたろう Momotaro?)

Un chico que salió de un melocotón que estaba flotando en el río. Una persona de tipo arma (modelo número 7999999) que fue hecho para exterminar "a un país extranjero."
- Hakuro (はくろ Hakuro?)

El amigo de la infancia del melocotón y un ser humano. Su padre es el científico que hizo a Momotaro.
- Asagi (あさぎ Asagi?)

Es un perro, esta siempre junto a Yamabuki.
- Yamabuki (やまぶき Yamabuki?)

Es un mono, esta siempre junto a Asagi.